# Chaetoloma
Chaetoloma là một chi bướm đêm thuộc họ Noctuidae.